# Terroristisches Massaker in Barsalogho
Beim terroristischen Massaker in Barsalogho ermordeten am 24. August 2024 in Barsalogho (Burkina Faso) die der Dschamāʿat Nusrat al-Islām wa-l-Muslimīn (JNIM) zugerechneten bewaffneten Angreifer mehrere Hundert Zivilisten und Militärangehörige der Armee Burkina Fasos. Erste Meldungen nannten zunächst Dutzende und später mehrere Hundert Tote. Es gab an diesem Tag außerdem deutlich über 100 Verletzte. Der Ort liegt im Nordosten des Landes. Das lokale Gesundheitswesen im  45 km entfernten Kaya ist mit der Versorgung der Verletzten überfordert. Weitere Transporte nach Ouagadougou waren geplant. 
Die Opfer des mehrstündigen Angriffs waren hauptsächlich junge Einheimische. Sie hatten in großer Zahl den Soldaten geholfen, Gräben um ihre Stellung vor und um den Ort auszuheben, um sich vor solchen Angriffen zu schützen. Diese Freiwilligkeit sei nach einzelnen Berichten an diesem Ort strittig gewesen. Die Täter-Organisation sei mit al-Qaeda verbündet. 
Den Hintergrund bildete ein Aufstand dschihadistischer Rebellen gegen die Staatsregierung unter Präsident Ibrahim Traoré und deren Polizei und Armee. Kompliziert wird die Problemlage durch die klimatisch und wirtschaftlich schwierigen Bedingungen in der Sahelzone Nordafrikas.

## Internationale Reaktionen
Der UN-Generalsekretär Antonio Guterres verurteilte den Angriff der Terroristen.